# Cậu bé rừng xanh 2
Cậu Bé Rừng Xanh 2 (tiếng Anh: The Jungle Book 2) là phần tiếp theo của bộ phim Sách Rừng xanh.

## Lồng tiếng
- John Goodman - Baloo
- Haley Joel Osment - Mowgli
- John Rhys-Davies - Ranjan cha
- Phil Collins - Lucky
- Mae Whitman - Shanti
- Connor Funk - Ranjan
- Bob Joles - Bagheera
- Tony Jay - Shere Khan
- Jim Cummings - Kaa / Coronel Hathi / M.C. Khỉ

## Nhạc phim
1. "Jungle Rhythm"
2. "Colonel Hathi's March"
3. "Bare Necessities"
4. "W-I-L-D"
5. "I Wan'na Be Like You"
6. "Right Where I Belong"